# مؤثر الزخم الزاوي
مؤثر الزخم الزاوي في ميكانيكا الكم (بالإنجليزية: angular momentum operator) هو أحد عدة مؤثرات في ميكانيكا الكم مشابهة للزخم الزاوي في الميكانيكا الكلاسيكية. وقد ابتكر مؤثر الزخم الزاوي لتفسير أولا لتفسير خطوط طيف الهيدروجين، ثم عمم لتفسير خواص الذرات والجزيئات ومسائل أخرى في الفيزياء الذرية. كذلك يستخدامه في بعض حسابات ميكانيكا الكم الخاصة بمسائل مشابهة من ضمنها التناظر الدوراني.
في كل من أنظمة ميكانيكا التقليدية وأنظمة ميكانيكا الكم فإن الزخم الزاوي (إلى جانب زخم الحركة الخطي وطاقة الحركة) هو واحد من ثلاثة خواص أساسية للحركة.
 تلك الثلاثة صفات تصف حركة جسم كالإلكترون يدور حول نواة الذرة أو أنظمة مشابهة أخرى.
ويوجد في الطبيعة الذرية عدة مؤثرات للزخم الزاوي: الزخم الزاوي الكلي ويرمز له عادة J ، وزخم مداري (ويرمز له L), وزخم مغزلي (spin angular momentum ويرمز له S). وطبقا لنظرية نوثر يجب أن يكون الزخم الزاوي الكلي (لإلكترون في الغلاف الذري) دائما محفوظا. (قانون انحفاظ الزخم الزاوي).

## سبن، زخم زاوي، زخم زاوي كلي

حركة بدارية للزخم الزاوي الكلي J (بنفسجي) حول اتجاه مجال كهربي خارجي وليكن الاتجاه z. وهو محصلة لتشابك الزخم المداري L (أزرق), والزخم المغزلي S (أخضر). تكون حركة البدارية قمعية الشكل لكل منهم، كما في الشكل.

يعرف الزخم الزاوي في الميكانيكا التقليدية بأنه {\displaystyle \mathbf {L} =\mathbf {r} \times \mathbf {p} }. ويمكن تحويله إلى ميكانيكا الكم عن طريق اعتبار r مؤثر المكان الكمي واعتبار p مؤثر
الزخم الكمي. فيكون L هو مؤثر الزخم المداري. وهو عبارة عن مؤثر متجه، بمعنى أن:
{\displaystyle \mathbf {L} =(L_{x},L_{y},L_{z})}
حيث Lx, Ly, Lz ثلاثة مؤثرات في الاتجاهات x و y و z.
ولكن يوجد علاوة على ذلك نوع آخر من الزخم الزاوي وهو ما يسمى في الفيزياء زخم مغزلي أو «سبن» spin ، ويرمز له بمؤثر الزخم المغزلي S. وكل جسيم في الطبيعة تقريبا يكون له زخم مغزلي. ويوصف الزخم المغزلي بأنه لف الجسيم حول محوره (مثل المغزل)، مع الحذر في استخدام هذا التشبيه إذ أنه «صفة ذاتية» ثابتة للجسيم. وكل [[جسيم أولي|الجسيمات الأولية لها زخم مغزلي ، مثل الإلكترون فله دائما "spin 1/2" بينما للفوتون زخم مغزلي = 1 .
من خلال دراستنا للذرات وتركيبها خلال النصف الأول من القرن العشرين أن للإلكترون في ذرة الهيدروجين (وكذلك في جميع الذرات) زخما زاويا كليا
J, يتكون من تشابك الزخم المداري مع الزخم المغزلي للإلكترون أو لنظام ذري (انظر الشكل):
{\displaystyle \mathbf {J} =\mathbf {L} +\mathbf {S} .}
أي أن الزخم الزاوي الكلي هو محصلة الزخم المداري والزخم المغزلي. وينص قانون انحفاظ الزحم الزاوي على أن J في نظام مغلق أو J للكون كله يكون ثابتا (محفوظا). ولكن ليس بالضروري أن يكون كل من L و S محفوظا بصفة عامة. فمثلا في الترابط المغزلي المداري
يسمح بتبادل بين L و S بشرط أن يكون الزخم الكلي J ثابتا.
هذا ما تدل عليه التجارب حينما تتعرض الذرة (أو عينة من الذرات) لمجال مغناطيسي خارجي أو مجال كهربائي خارجي. نجد أن الزحم الزاوي الكلي للذرة باستمرار يكون ثابتا بالنسبة لاتجاه المجال، وليكن مثلا الاتجاه z.
وفي حالة جسيم منفرد وليس له شحنة كهربية ولا يكون له زخم مغزلي فيمكن كتابة مؤثر الزخم الزاوي معتمدا على المكان كمتجة واحد، طبقا للمعادلة:
{\displaystyle \mathbf {L} =-i\hbar (\mathbf {r} \times \nabla )}
حيث ∇ مؤثر دل.

## اشتباك الزخم الزاوي
غالبا ما يشتبك نوعان أو أكثر من الزخم الزاوي، فمثلا يمكن للزخم المداري أن ينتقل إلى زخم مداري آخر بجواره. أو يمكن في ترابط مغزلي مداري للزخم المداري للإلكترون أن ينتقل بين L و S, بشرط أن يكون المجموع J=L+S ثابتا (محفوظا).
في مثال آخر، ذرة لها إلكترونين، فكل إلكترون منهما يكون له زخمه الزاوي الخاص به J1 و J2 , ولكن المحصلة فقط هي التي تكون ثابتة J=J1+J2 .

## جمع الزخم الزاوي
يوجد لذرة فيها إلكترون واحد (مثل ذرة الهيدروجين نظاما واحدا لترابط الحركتين المدارية للإلكترون (في شكل قمعين، أنظر الشكل اعلاه). أما في ذرة تحتوي على العديد من الإلكترونات فإن عدد حالات التشابك تزداد بسبب تزايد عدد الإلكترونات.
وتكون مجموع الزخوم الزاوية لمجموعة الإلكترونات في تلك الذرة هي محصلة تلك المتجهات. هذا ما يحدث خلال العمليات النووية وكذلك في التفاعلات الكيميائية حيث تتاثر الإلكترونات ببعضها البعض. تلك العمليات تحددها وتتحكم فيها الترابط المغزلي المداري بين النوكليونات والإلكترونات المتجاورة. ومعنى «ترابط» أو «تشابك» في تلك الحالة فهو تتطابق متجهات الزخوم الزاوية، أي أن قيمها واتجاهاتها تُجمع.
بالنسبة لذرات متعددة الإلكترونات يكون مجموع متجهين للزخم الزاوي كالآتي:
{\displaystyle \mathbf {J} =\mathbf {J} _{1}+\mathbf {J} _{2}\,\!}
وبالنسبة للمركبات z ، فيكون مسقطها:
{\displaystyle J_{z}=J_{1z}+J_{2z}\,\!}
حيث:
{\displaystyle {\begin{aligned}&\mathbf {J} _{z}=m_{j}\hbar \\&\mathbf {J} _{1z}=m_{j_{1}}\hbar \\&\mathbf {J} _{2z}=m_{j_{2}}\hbar \\\end{aligned}}\,\!}
وتكون قيمها:
{\displaystyle {\begin{aligned}&|\mathbf {J} |=\hbar {\sqrt {j(j+1)}}\\&|\mathbf {J} _{1}|=\hbar {\sqrt {j_{1}(j_{1}+1)}}\\&|\mathbf {J} _{2}|=\hbar {\sqrt {j_{2}(j_{2}+1)}}\\\end{aligned}}}
حيث:
{\displaystyle j\in \{|j_{1}-j_{2}|,|j_{1}-j_{2}|-1\cdots j_{1}+j_{2}-1,j_{1}+j_{2}\}\,\!}
وقد نعيد تلك العملية عند إضافة إلكترون ثالث، أو رابع، أو غير ذلك في الذرة لكي نحصل على الزخم الزاوي الكلي للذرة.

## اقرأ أيضا
- عدد كم مداري
- عدد كم مغزلي
- مؤثر لابلاس
- مؤثر دل
- موتر